# Museo di Cantiano
Il museo di Cantiano si trova nel centro storico dell'omonima cittadina. Il complesso museale, è formato da due musei distinti ed aperti in tempi e modalità diversi. È ospitato all'interno delle duecentesche sale restaurate dell'ex Convento agostiniano, con accesso dal chiostro dell'adiacente chiesa di Sant'Agostino; le due sezioni che lo compongono coincidono con i due citati musei preesistenti.

## Museo geo-territoriale
Il Museo geo-territoriale nasce, nel dicembre 2001, con l'obiettivo di sottolineare i profondi legami che possiamo riconoscere tra l'evoluzione geodinamica, formazione delle rocce, nascita dei rilievi montuosi, cambiamento del paesaggio, e le attività della popolazione nell'uso delle risorse, negli eventi storici, negli aspetti culturali. Offre al visitatore una panoramica sulla natura ed origine geologica delle rocce che ne formano il territorio e dell'influenza che questo ha avuto sulle attività antropiche che si sono sviluppate, dalle pietre scheggiate del Paleolitico, ai ponti della Flaminia romana, dai portali in arenaria dei palazzi signorili, allo sfruttamento delle cave. La seconda sezione del Museo, è dedicata alle ricchezze del territorio di Cantiano, tra le quali spicca il visciolo che diede vita ad una famosa e plurisecolare produzione di amarena, ancora oggi attiva. Testimoni preziosi dell'evoluzione dell'ambiente sono i fossili, di cui sono esposti alcuni calchi degli esemplari di ammoniti più rare della collezione Morena, famoso geologo di Cantiano del secolo scorso.

## Museo archeologico della via flaminia Giulio Cesare Corsi
Il museo archeologico Giulio Cesare Corsi è stato inaugurato nel luglio 2003 ed è dedicato a Giulio Cesare Corsi. L'allestimento ripercorre le tappe della presenza umana nel territorio di Cantiano: dalla comparsa dell'uomo sulla terra, alla fase protostorica, testimoniata da alcune fibule e bronzetti provenienti da raccolte di superficie e riconducibili a presenze di natura commerciale e di passaggio, legate all'esistenza di una frequentata pista precedente alla costruzione della consolare Flaminia. L'età romana vede una maggiore quantità di materiali, in larga parte connessi con il tracciato locale della via Flaminia.
Di rilievo è il cippo miliare del 305 d.C. indicante la distanza di 140 miglia da Roma, rinvenuto in una casa colonica nei pressi di Cantiano, lungamente esposto nell'atrio della sede del Comune. I reperti in mostra, dal Paleolitico al Medioevo, provengono in larga misura dalla raccolta di Giulio Cesare Corsi, cantianese appassionato di archeologia; altri reperti come esagonette, ceramica da mensa rustica, vetri ecc. provengono dai siti individuati di ville rustiche. Una ricca sezione medievale ripercorre le tappe dal castrum di Luceolis al centro fortificato di Cantiano, alla cristianizzazione del territorio, dove erano, già prima del Mille, numerose pievi e monasteri. Gran parte del materiale, ceramiche e frammenti di armi, proviene invece dalla Rocca Gabrielli (Sant'Ubaldo), il castello della potente famiglia cantianese di origine eugubina.